# Parfenowicze
Parfenowicze (biał. Парфенавічы; ros. Парфеновичи, dawn. Parafianowicze) – wieś na Białorusi, w obwodzie grodzieńskim, w rejonie mostowskim, w sielsowiecie Piaski. W źródłach występuje także nazwa Parafjanowicze.
W dwudziestoleciu międzywojennym leżały w Polsce, w województwie białostockim, w powiecie wołkowyskim, w gminie Piaski.